# Roland Nowotny
Roland Nowotny (* 5. Oktober 1947) war Fußballspieler im Bereich des DDR-Fußball-Verbandes. In dessen höchster Spielklasse, der Oberliga, spielte Nowotny für den Halleschen FC Chemie und die BSG Chemie Buna Schkopau. Für die DDR-Junioren- und Nachwuchsnationalmannschaft bestritt er zusammen 36 Länderspiele. 

## Fußball-Laufbahn

### Nachwuchsspieler
Roland Nowotny wurde 1965 von der Betriebssportgemeinschaft (BSG) Chemie Zeitz zum regionalen Fußballschwerpunkt SC Chemie Halle delegiert. Zu diesem Zeitpunkt hatte er mit der DDR-Junioren-Nationalmannschaft bereits drei Länderspiele absolviert. Als Linksaußenstürmer erzielte er ein Tor beim 3:2-Sieg über England, mit dem die DDR-Junioren am 25. April 1965 das UEFA-Juniorenturnier, die inoffizielle Junioren-Europameisterschaft gewann. Bis 1966 wurde Nowotny in insgesamt 15 Junioren-Länderspielen eingesetzt, in denen er fünf Tore erzielte. Unmittelbar im Anschluss wurde er in die Nachwuchs-Nationalmannschaft übernommen, für die er bis 1971 21 Länderspiele bestritt und sechs Tore schoss. 

### Hallescher FC Chemie
In Halle war inzwischen Anfang 1966 die Fußballsektion des SC Chemie ausgegliedert und zum Halleschen FC Chemie (HFC) umgewandelt worden. In der Saison 1966/67 kam der 1,77 m große Nowotny erstmals in der Oberliga zum Einsatz. Er bestritt zunächst die ersten acht Punktspiele, hauptsächlich als Linksaußenstürmer. Anschließend wurde er aber von Bernd Gebes verdrängt und kam erst in der Rückrunde noch dreimal zum Einsatz. Erst in der Spielzeit 1968/69 schaffte es Nowotny, sich in die Stammelf zu spielen, als er 25 der 26 ausgetragenen Punktspiele bestritt. Dabei besetzte er die unterschiedlichsten Positionen im Angriff. 1969/70 wurde er mit zehn Treffern Torschützenkönig des HFC und landete auf Rang drei der Oberliga-Torschützenliste. Die Saison 1970/71 schloss der HFC mit Platz drei und damit dem besten Oberliga-Ergebnis seit der Klubgründung ab. Nowotny war daran mit 18 Punktspieleinsätzen und drei Toren beteiligt. Mit dem dritten Platz hatte sich der HFC für den UEFA-Pokal-Wettbewerb 1971/72 qualifiziert. In der ersten Runde mussten die Hallenser zuhause gegen den niederländischen Vertreter PSV Eindhoven antreten. Beim 0:0 stand Nowotny als rechter Stürmer auf dem Platz. Zum Rückspiel kam es nicht mehr, da der HFC-Spieler Wolfgang Hoffmann beim Brand im Mannschaftsquartier ums Leben kam und der HFC daraufhin seine Mannschaft aus dem Wettbewerb zurückzog. In der Oberligasaison 1972/73 bestritt Nowotny erstmals alle 26 Punktspiele, und obwohl er in der Rückrunde in das Mittelfeld versetzt wurde, gehörte er mit fünf Treffern zu den torgefährlichsten Spielern. Am Saisonende stand der HFC als Absteiger fest und musste ein Jahr lang in der zweitklassigen DDR-Liga spielen. Auch dort gehörte Nowotny zu den Aktivposten, bestritt 25 der 30 Punkt- und Aufstiegsspiele und erzielte erneut fünf Tore. Die Oberligasaison 1975/76 konnte er nur bis zum 18. Spieltag absolvieren. Nachdem er bis dahin alle Punktspiele bestritten hatte, wurde er für sechs Monate zum Militärdienst eingezogen. Anschließend gelang es ihm nicht mehr, sich dauerhaft in der Oberligamannschaft des HFC zu behaupten. Von Februar 1976 bis zum Ende der Saison 1977/78 kam er in den 65 ausgetragenen Punktspielen nur noch 34-mal zum Einsatz, davon bestritt er lediglich sieben Spiele über die volle Distanz. Nach 222 Meisterschaftsspielen mit 40 Toren erklärte Nowotny im Sommer 1978 seinen Rücktritt vom Leistungssport.

### BSG Chemie Buna Schkopau
Ein halbes Jahr später tauchte Nowotny jedoch wieder in der DDR-Liga auf. Die BSG Chemie Buna Schkopau suchte nach nur sechs Siegen in den bisherigen 14 Spieltagen der Saison 1978/79 dringend einen Spiel gestaltenden Akteur und konnte Nowotny bewegen, wieder zum Fußballsport zurückzukehren. Nach einem dritten Platz 1979 und Rang vier im Jahr darauf gelang den Schkopauern in der Saison 1980/81 überraschend der Aufstieg in die Oberliga. Von den 30 ausgetragenen DDR-Liga-Spielen hatte Nowotny 28 bestritten, von den 43 erzielten Toren gingen 13 auf sein Konto. 1981/82 absolvierte der nun 33-Jährige, inzwischen als Industriemeister qualifiziert, seine elfte Oberligasaison. Am Ende gehörte er zu den drei Spielern, die alle 26 Punktspiele bestritten hatten, und seine vier Treffer waren Bestwert innerhalb der Mannschaft. Für Schkopau reichte es nicht zum Klassenerhalt, sodass Nowotny zum zweiten Mal in seiner Fußball-Laufbahn absteigen musste. Trotzdem blieb er noch bis zum Ende der Saison 1983/84 bei Chemie Buna in der DDR-Liga aktiv, um sich danach endgültig vom Leistungs-Fußball zurückzuziehen.